# Doryopteris kirkii
Doryopteris kirkii là một loài thực vật có mạch trong họ Adiantaceae. Loài này được (Hook.) Alston miêu tả khoa học đầu tiên năm 1956.